# Alsópáhok
Alsópáhok is een plaats (község) en gemeente in het Hongaarse comitaat Zala. Alsópáhok telt 1254 inwoners (2001).